# Еноксацин
Еноксацин —синтетичний антибіотик з групи фторхінолонів ІІ покоління для перорального застосування.

## Фармакологічні властивості
Еноксацин — синтетичний антибіотик з групи фторхінолонів ІІ покоління. Діє бактерицидно, порушуючи синтез ДНК в бактеріальних клітинах. До препарату чутливі такі мікроорганізми: стафілококи, сальмонелли, шиґели, Escherichia coli, Enterobacter spp., Proteus spp., Pseudomonas aeuruginosa, Neisseria gonorrhoeae, Campylobacter spp., Haemophilus influenzae, клебсієли, Vibrio spp., Citrobacter spp., Serratia spp., клостридії. До еноксацину нечутливі стрептококи, хламідії, грамнегативні анаероби та бліда спірохета. Дослідженнями встановлено імовірність інгібуючого ефекту еноксацину на ракові клітини.

### Фармакодинаміка
Еноксацин швидко всмоктується в шлунково-кишковому тракті. Біодоступність препарату складає 90%. Максимальна концентрація в крові досягається через 1—3 години. Еноксацин добре зв'язується з білками плазми крові. Високі концентрації препарату переважно виявляються в сечостатевій системі та сечі. Препарат проходить через пдацентарний бар'єр, виділяється в грудне молоко. Еноксацин метаболізується в печінці. Виділяється препарат з організму із сечею (30%). Період напіввиведення препарату становить 3—6 годин, цей час може збільшуватися у осіб із зниженим (менше 30 мл/хв) кліренсом креатиніну.

## Показання до застосування
Еноксацин застосовується при неускладнених інфекціях сечостатевої системи, викликаними чутливими до препарату мікроорганізмами та неускладненій гонореї.. При кліренсі креатиніну нижче 30 мл/хв цей антибіотик застосовується виключно для лікування гонореї та простатиту.

## Побічна дія
При застосуванні еноксацину нечасто спостерігалися наступні побічні ефекти:
- Алергічні реакції — висипання на шкірі, свербіж шкіри, фотосенсибілізація.
- З боку нервової системи — головний біль, запаморочення, сонливість, галюцинації, парестезії, полінейропатія, дезорієнтація, рідко — судоми.
- З боку травної системи — нудота, блювота, біль в животі, діарея.
- З боку серцево-судинної системи — тахікардія, гіпотонія.
- З боку опорно-рухового апарату — артралгії, міалгії.
- З боку сечостатевої системи — вагінальний моніліаз.
- З боку дихальної системи — задишка, кашель, кровохаркання.
- Зміни в лабораторних аналізах — рідко еозинофілія, підвищення рівня активності трансаміназ і лужної фосфатази.

## Протипокази
Еноксацин протипоказаний при непереносимості фторхінолонів, при вагітності, годуванні грудьми, епілепсії, дітям до 15 років, дефіциті глюкозо-6-фосфат-дегідрогенази, епілепсія. З обережністю застосовується разом із пероральними антикоагулянтами та теофіліном.

## Форми випуску
Еноксацин випускається у вигляді таблеток по 0,2 г. Станом на 2014 рік в Україні даний препарат не зареєстрований.